# Martin Grüning
Bernhard Martin Grüning (Schönstedt, Unstrut-Hainich, 10 de dezembro de 1869 – Hannover, 30 de junho de 1932) foi um engenheiro civil alemão, professor de estruturas de aço.
Foi um 1918 professor e estática de estruturas de aço na Universidade de Hannover e em 1923 professor de estática das construções na Universidade Técnica de Viena.
Em 1929 foi doutor honoris causa da Universidade Técnica de Darmstadt.
Seu filho mais novo Günther Grüning foi professor de estática na Universidade Técnica de Dresden.

## Obras
- Theorie der Baukonstruktionen I: Allgemeine Theorie des Fachwerks und der vollwandigen Systeme, Encyklopädie der mathematischen Wissenschaften 1914
- Der Eisenbau, Handbibliothek für Bauingenieure, Springer Verlag 1929
- Die Statik des ebenen Tragwerkes, Springer Verlag 1925, 1929
- Die Tragfähigkeit statisch unbestimmter Tragwerke aus Stahl bei beliebig häufig wiederholter Belastung, Springer Verlag 1926